# Munson (Alberta)
Munson est un village (village) du Comté de Starland, situé dans la province canadienne d'Alberta.

## Démographie
En tant que localité désignée dans le recensement de 2011, Munson a une population de 204 habitants dans 81 de ses 89 logements, soit une variation de -6.0% avec la population de 2006. Avec une superficie de 2,597 2 km2, village possède une densité de population de 78,546 1 hab/km2 en 2011.
Concernant le recensement de 2006, Munson abritait 217 habitants dans 80 de ses 80 logements. Avec une superficie de 2,597 2 km2, village possédait une densité de population de 83,6 hab/km2 en 2006.
| 2001 | 2006 | 2011 | 2016 |
| ---- | ---- | ---- | ---- |
| 222  | 217  | 204  | 192  |